# Anastásios Douvíkas
Anastásios « Tásos » Douvíkas (grec moderne : Αναστάσιος «Τάσος» Δουβίκας), né le 2 août 1999 à Athènes en Grèce, est un footballeur international grec qui joue au poste d'avant-centre au Côme 1907.

## Biographie

### Carrière en club

#### Asteras Tripolis
Anastásios Douvíkas est né en Grèce, à Athènes. Il est formé par le club de l'Asteras Tripolis, qui lui fait découvrir le monde professionnel. Le 19 août 2017, lors de la première journée de la saison 2017-2018 de Superleague Elláda face au PAS Giannina, Douvikas entre en jeu et dispute donc ses premières minutes en pro, lors de cette rencontre qui se solde par la défaite des siens (1-2). Il inscrit son premier but en championnat le 28 novembre de la même année, contre l'APO Levadiakos, qui est battu deux buts à zéro par l'Asteras Tripolis.

#### Volos FC
En août 2020, Anastásios Douvíkas rejoint librement le Volos FC, club avec lequel il s'engage pour un contrat de trois ans.

#### FC Utrecht
Le 23 avril 2021 est annoncé le transfert d'Anastásios Douvíkas au FC Utrecht à compter du premier juillet 2021. 
Il s'illustre dès son premier match sous ses nouvelles couleurs en marquant un but contre le Sparta Rotterdam, le 15 août 2021, lors de la première journée de la saison 2021-2022. Il entre en jeu à la place de Adrián Dalmau (en) lors de ce match remporté par son équipe par quatre buts à zéro.

#### Celta de Vigo
Le 28 août 2023, Anastásios Douvíkas rejoint l'Espagne, afin de s'engager en faveur du Celta de Vigo. Il signe un contrat de cinq ans, soit jusqu'en juin 2028. 
Douvíkas inscrit son premier but pour le Celta le 23 septembre 2023, contre le FC Barcelone. Buteur après son entrée en jeu, il ne peut empêcher la défaite des siens malgré une avance de deux buts (3-2 score final).

### En sélection
Avec les moins de 19 ans, il inscrit sept buts. Il marque son premier but le 8 octobre 2017, lors d'un match amical contre la Tchéquie (1-1). Il marque ensuite en novembre 2017 deux buts rentrant dans le cadre des éliminatoires du championnat d'Europe des moins de 19 ans 2018, contre la Roumanie et Gibraltar. Par la suite, il inscrit un but en amical contre l'Ukraine en février 2018. Il marque ensuite en mars 2018, un doublé contre la République tchèque, et un but contre la Pologne, lors des éliminatoires de l'Euro des moins de 19 ans.
Il fête sa première sélection avec l'équipe de Grèce espoirs, face au Monténégro, le 26 mars 2019. Il entre en jeu en cours de partie ce jour-là, et les deux équipes font match nul (1-1).
Anastásios Douvíkas honore sa première sélection avec l'équipe nationale de Grèce le 28 mars 2021, lors d'un match amical face au Honduras. Il entre en jeu à la mi-temps à la place de Chrístos Tzólis et son équipe s'impose par deux buts à un.
Le 5 septembre 2021, Douvíkas inscrit son premier but en sélection, contre le Kosovo. Titulaire, il ouvre le score mais les deux équipes se neutralisent (1-1 score final).

## Vie personnelle
Anastásios Douvíkas est le fils de Giannis Douvíkas, un ancien footballeur grec.

## Palmarès
- Co-meilleur buteur du Championnat des Pays-Bas de football 2022-2023 avec 19 buts